# Anna David
Anna David, née le 2 décembre 1984 à Århus au Danemark, est une chanteuse pop et de R'n'B.
À ses 14 ans, elle signe son premier contrat d'enregistrement en Allemagne, où elle sortira cinq singles. Son premier album, intitulé Anna David, enregistré en danois, sort en septembre 2005 dans son pays et y est certifié disque d'or. La chanson Fuck Dig reste alors numéro un des ventes de singles douze semaines durant. En octobre 2006, Anna réenregistre ce single en allemand, rebaptisé alors Fick Dich, cette version étant alors commercialisée en Allemagne mais aussi en Australie. Simultanément, elle enregistre également une version anglaise du titre, Fuck You. Cette troisième version recevra le prix Payload 2005 pour avoir été la chanson la plus téléchargée de l'année au Danemark.
En 2006, elle participe à la version danoise de l'émission de danse Strictly Come Dancing, Vild med dans.
En 2007, elle sort un deuxième album intitulé 2 dont seront extraits trois singles, Nr.1, Chill et Den lille pige.
Elle revient en avril 2009 avec un nouvel album, Tættere på, précédé du single Tæt på.

## Discographie

### Albums
- Anna David, 2005
- 2, 2007
- Tættere på, 2009

### Singles
- P.Y.B. (Pretty Young Boy), 2000 avec Christoph Brüx, Toni Cottura[1]
- U and me and the sunshine, 2001
- Impossible, 2002
- Terminal Love, 2002
- Fuck Dig, 2005
- Hvad Nu Hvis?, 2005
- Når Musikken Spiller, 2006
- Fuck You, 2006
- Kys Mig, 2006
- Nr. 1, 2007
- Chill, 2007
- Den lille pige, 2007
- Tæt på, 2009

### Autres titres
- Mavepuster, Jokeren featuring Anna David, extrait de l'album de Jokeren, Jigolo Jesus
- My Sunshine, titre démo présenté sur son MySpace
- Flip Reverse, face B du single Fick Dich
- You Drive Me Crazy, face B des singles Impossible et Terminal Love
- Recognise Me, face B du single Terminal Love
- Drop Mobning, face A du single Fuck Dig avec différentes paroles, utilisé pour la campagne Drop Mobning